# فلو آلن
فلو آلن (انگلیسی: Flo Allen؛ زادهٔ ۱۳ اوت ۱۹۹۹) بازیکن فوتبال اهل بریتانیا است.
وی همچنین در تیم‌های ملی فوتبال England women's national under-17 football team و England women's national under-19 football team بازی کرده‌است.